# 李尚思
李尚思（1539年—1615年），字從學，號晉峰，山西平陽府曲沃縣南薰里人，軍籍，明朝政治人物。嘉靖戊午解元，隆慶戊辰進士，萬曆年間官至吏部右侍郎。

## 生平
嘉靖三十七年（1558年）戊午科山西鄉試第一名舉人（解元），隆慶二年（1568年）中式戊辰科會試第三百四名，三甲第三十四名進士。授刑部主事，審判盡責。改吏部，升稽勋司员外郎，萬曆十年（1582年）九月升吏部驗封司郎中，不阿諛權臣張居正，丁父憂歸。十三年（1585年）四月補文選司郎中，上疏請求任用張居正罷黜的官員。十四年（1586年）二月升太常寺少卿，十五年（1587年）三月升大理寺右少卿，十二月升大理寺左少卿，十六年（1588年）六月升太常寺卿，十七年（1589年）二月升都察院右副都御史、巡撫四川，免除採木之役，賑災剿匪有功。十九年（1591年）九月升刑部右侍郎，十二月還京，改任戶部右侍郎，二十年（1592年）十月改吏部右侍郎，十一月以被論上疏乞歸。四十三年（1615年）卒，贈兵部尚書。

## 軼事
李樂《见闻杂记》：都門故事：每朔望，门生在官者，率往师门投刺。予与山西李晋峰尚思俱同麓余先生门人也，每往见，晋峰刺必出诸袖中，盖止雇一皂带马，更无一仆可持刺函耳，余心服而识之。晋峰后选吏部，官至都御史。先是以解首上春官，子永培亦己卯解首。

## 家族
曾祖李玫；祖父李讓；父李明性（1506年-1582年），字復本，號沃陽。母梁氏；繼母許氏。具慶下。妻王氏。兄李尚質、李尚友、李尚觀，弟李尚廉。從弟李尚信、李尚實。子李永培，萬曆七年己卯解元。

## 紀念
曲沃有大解元巷、小解元巷，因李尚思、李永培「父子解元坊」得名。